# Maves
Maves är en kommun i departementet Loir-et-Cher i regionen Centre-Val de Loire i de centrala delarna av Frankrike. Kommunen ligger i kantonen Mer som tillhör arrondissementet Blois. År 2022 hade Maves 680 invånare.

## Befolkningsutveckling
Antalet invånare i kommunen Maves
| Referens: INSEE |